# Castelul Villandry

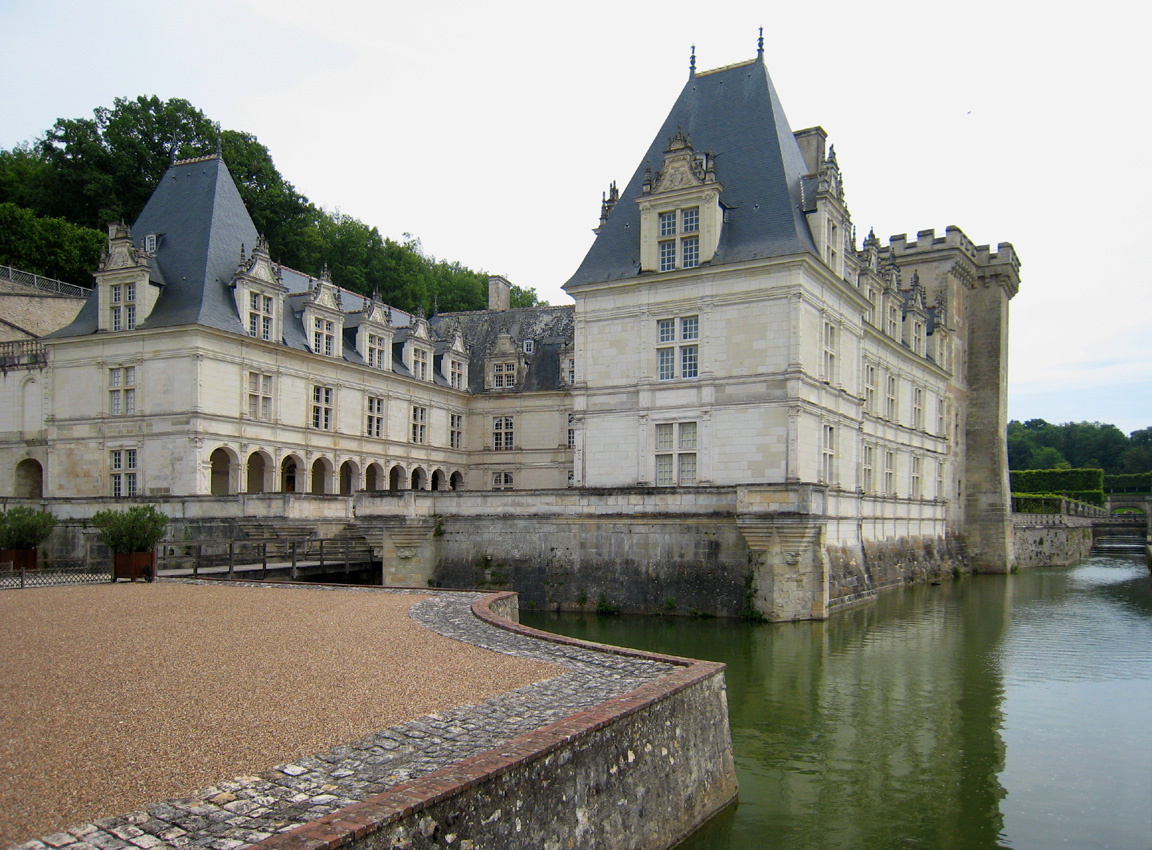
Curtea castelului

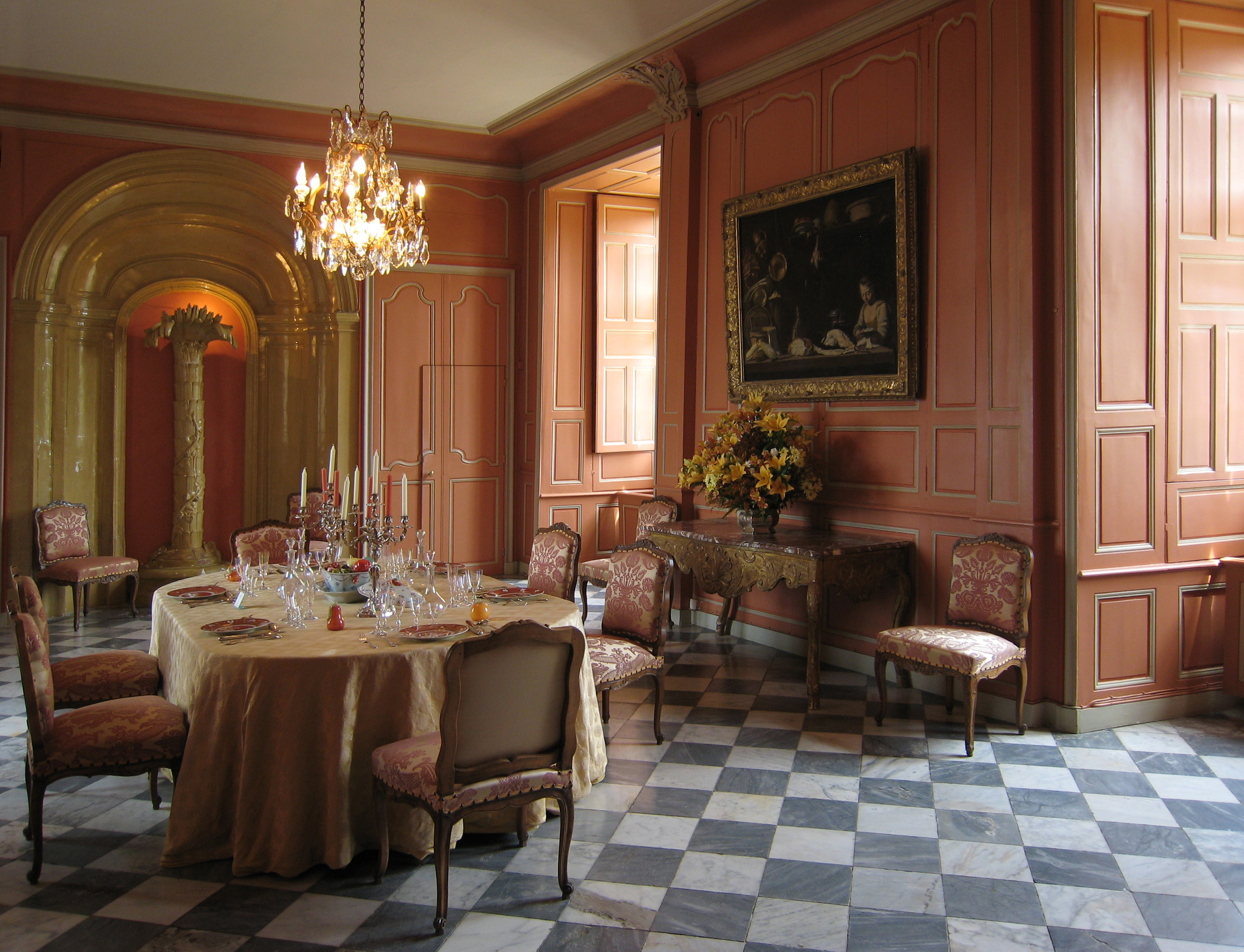

Castelul Villandry (Château de Villandry) este un castel situat la 15 km vest de orașul Tours, Franța.

## Literatură
- Alix de Guitaut-Vienne: Joachim Carvallo et l’Oeuvre de la demeure historique. Le Cercle du patrimoine, 2004, ISBN 3-9522154-6-5.

## Legături externe
- Pagină web a castelului (englezǎ, francezǎ)
- Villandry[nefuncțională]
 - Siteul oficial (germanǎ)